# Antoine Delarbre
Pour les articles homonymes, voir Delarbre.
Antoine Delarbre, né le 15 janvier 1724 à Clermont-Ferrand où il est mort le 27 mai 1807, est un naturaliste, botaniste, bryologiste et géologue français.

## Biographie
Fils du chirurgien Jean Delarbre et de son épouse, née Marguerite Jozat, Delarbre poursuit des études de médecine à partir de 1740 et obtient son diplôme, lorsque Bernard de Jussieu lui donne le goût de la botanique. Il retourne à Clermont en 1749 et mène des expéditions botaniques dans les monts d’Auvergne.
Très pieux, il entre au séminaire et 1753 et est ordonné prêtre en 1756. Il est curé de Royat en 1765 et reçoit, en 1779, la paroisse Sainte-Croix de la cathédrale de Clermont, jusqu’en 1791, année du serment obligatoire à la constitution civile.
Il organise, à ses frais, le Jardin botanique de Clermont, en 1781. Entre 1771 et 1789, il enseigne l’histoire naturelle et rédige huit mémoires sur la flore et la topographie. En 1771, il est admis à l’Académie de Clermont et fut correspondant des Sociétés de médecine et d’agriculture de Paris.
À la Révolution, il refuse de prêter serment à la constitution, mais échappe à la persécution. En 1802, après le Concordat, il est rétabli comme curé jusqu’à sa mort.

## Publications

### Articles
- « Séance publique pour l’ouverture du Jardin royal de botanique tenue le 9 aout 1781, par la Société royale des sciences, arts et belles-lettres de Clermont-Ferrand. Discours sur la botanique par M. Duvernin discours sur l’utilité et la nécessité d’un jardin botanique à Clermont-Ferrand », Clermont, Impr. de A. Delcros, 1782, 68 p.

### Livres
- Flore de la ci-devant Auvergne, ou Recueil des plantes Observées sur les Montagnes du Puy-de-Dôme, du Mont-d’Or, du Cantal (2 vols. : XXVI, (2) & 507 p. ; 384 p. (507-891), 24 & 8 p.), Clermont, libr. Auguste Veysset.

- [1795] Flore d’Auvergne, ou recueil des plantes de cette ci-devant province, Clermont-Ferrand, Beauvert & Deschamps, impr.e J.-B. Bertet, 1795, 317 p., sur gallica (lire en ligne).
- [1797] Essai zoologique ou Histoire naturelle des animaux sauvages quadrupèdes, et oiseaux indigènes ; de ceux qui ne sont que passagers ou qui paraissent rarement, et des poissons et amphibies, observés dans cette ci-devant province d’Auvergne, Clermont-Ferrand, B. Beauvert et L. Deschamps, 1797, 348 p. (lire en ligne).
- [1805] Notice sur l’ancien royaume des Auvergnats et sur la ville de Clermont, Clermont, impr. Landriot, 1805, 236 p. (lire en ligne).

## Hommages
Une rue de Clermont-Ferrand, qui aboutit à la jonction du boulevard Trudaine et du cours Sablon, porte son nom.

Une rue à Vichy (Allier) porte son nom.